# Kościół św. Andrzeja Boboli w Nojewie
Kościół św. Andrzeja Boboli w Nojewie – rzymskokatolicki kościół parafialny zlokalizowany na niewielkim wzniesieniu w centrum wsi Nojewo (powiat szamotulski, województwo wielkopolskie). Funkcjonuje przy nim parafia św. Andrzeja Boboli. 21 marca 1996 został wpisany do rejestru zabytków pod numerem 2575/A. Tą samą decyzją do rejestru wpisano również przykościelny cmentarz (id 656119).

## Historia

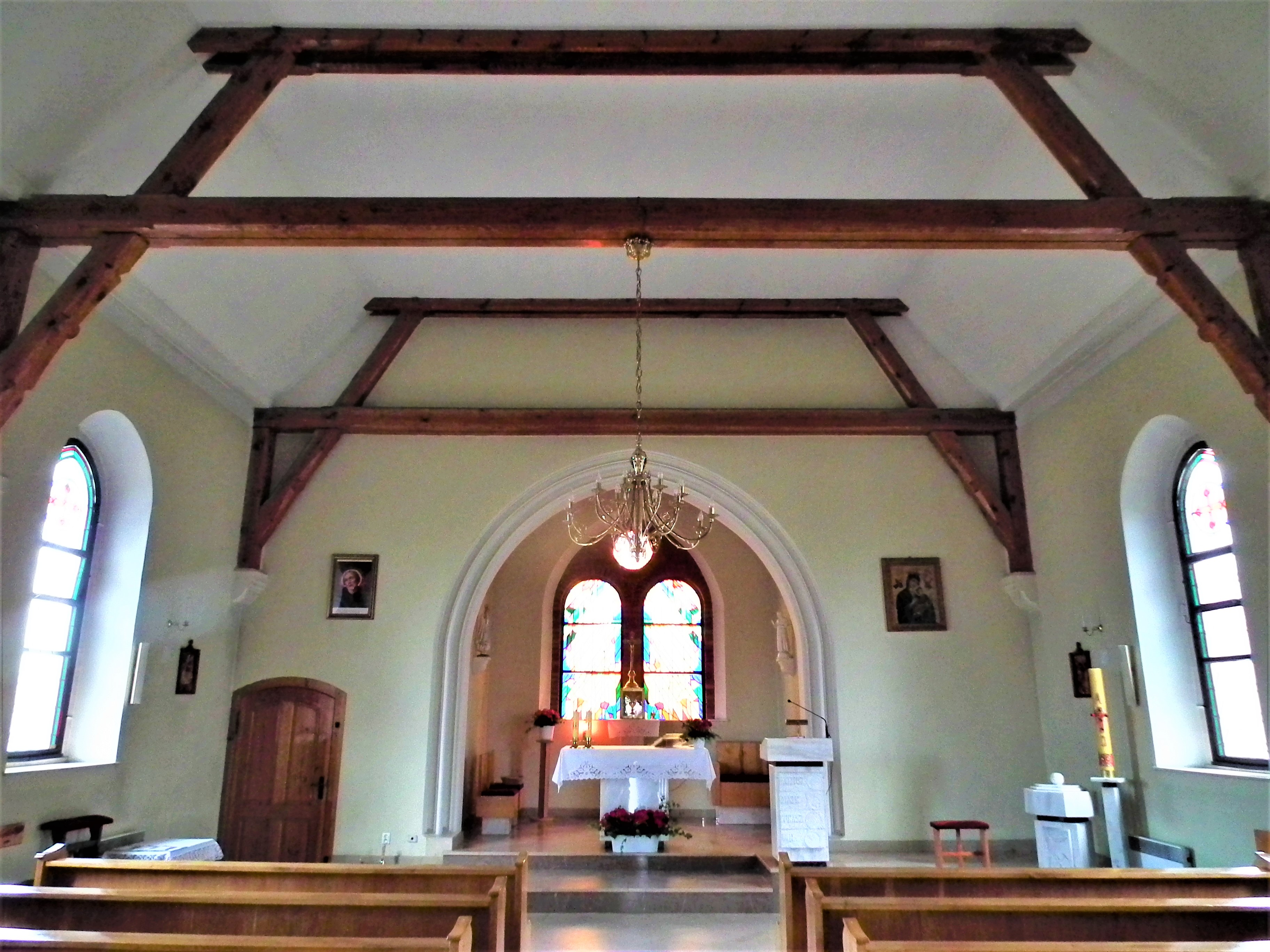
Wnętrze

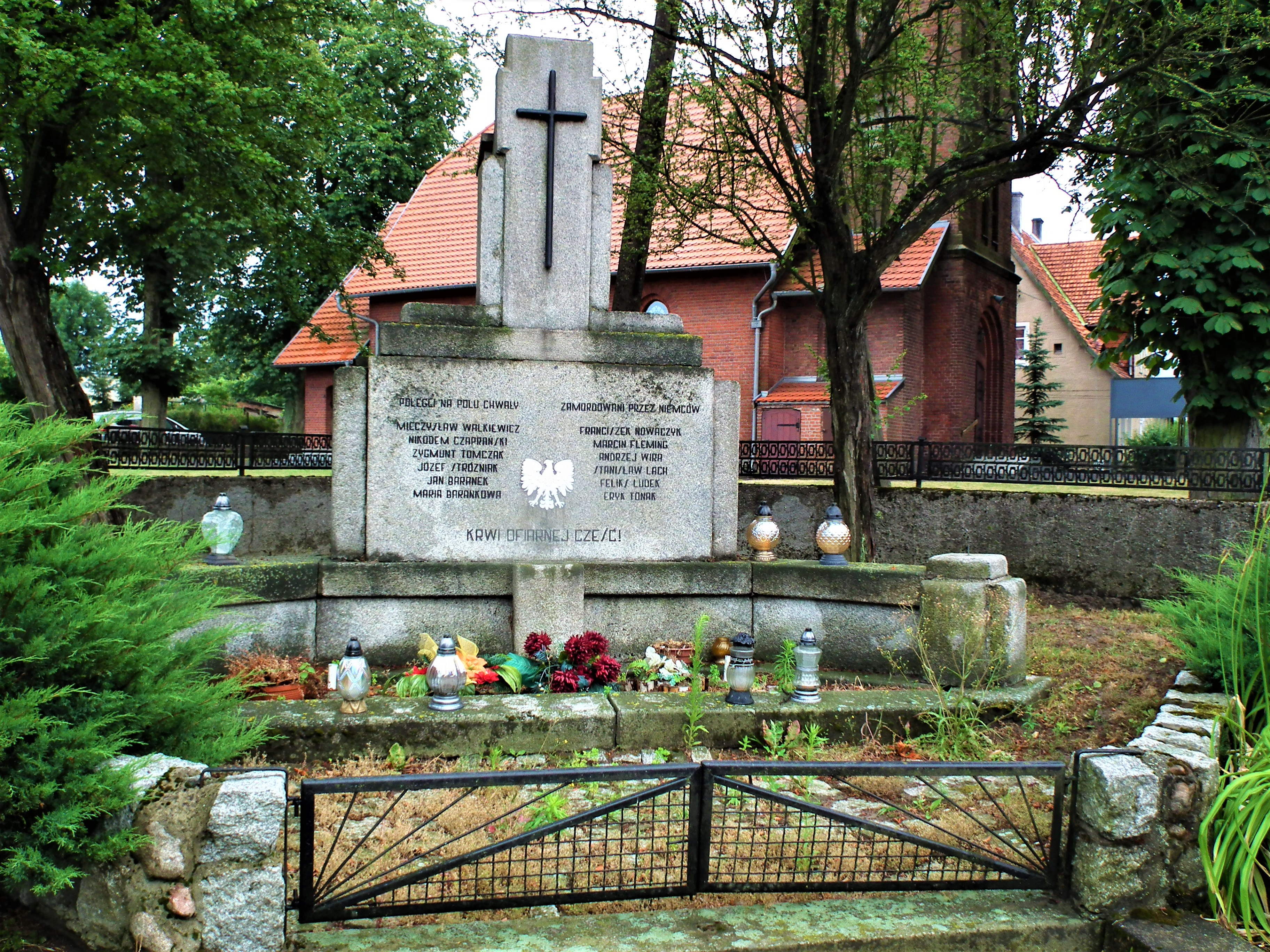
Pomnik ofiar II wojny światowej

Kościół wzniesiono w 1865 na potrzeby lokalnej społeczności protestanckiej w stylu neogotyckim. W bryle obiektu wyróżnia się wysoka wieża zwieńczona wysmukłą sygnaturką. W 1945 świątynię przejęli katolicy i od tego czasu nosi wezwanie św. Andrzeja Boboli. 1 października 1974 powołano tu ośrodek duszpasterski, a w 1984 – parafię. W 2006 przeprowadzono generalny remont obiektu, a w 2008 przywrócono witraże w prezbiterium. W 2009 wyremontowano posadzkę, nałożono nowe tynki wewnątrz kościoła i poddano renowacji witraże boczne, a także zbudowano nowy ołtarz, tabernakulum, chrzcielnicę i zawieszono żyrandol. W tym samym roku wyremontowano kotłownię.

## Architektura
Budowla jest neogotycka, jednonawowa, ceglana, na fundamencie z ciosów kamiennych. Od wschodu przylega doń prostokątne prezbiterium, a od zachodu wieża kryta ostrosłupowym hełmem z krzyżem. Zarówno bryła główna, jak i prezbiterium pokryte są dachami dwuspadowymi.

## Wnętrze
Z pierwotnego wyposażenia zachowały się: empora chóru muzycznego, posadzka, stolarka drzwiowa i więźba dachowa (częściowo). 

## Otoczenie
Przy kościele postawiono w 1946 (lub 1945) pomnik ku czci ofiar zbrodni niemieckich z okresu II wojny światowej. Na tablicy umieszczono nazwiska dwunastu ludzi. U stóp monumentu znajdują się mogiły osób pomordowanych przez Niemców w bliżej nieustalonych okolicznościach.